# … soviel nackte Zärtlichkeit
… soviel nackte Zärtlichkeit ist ein deutscher Spielfilm aus dem Jahre 1968.

## Handlung
Irgendwo im ländlichen Idyll Oberbayerns, wo die Welt noch in Ordnung scheint. Die noch sehr junge, blonde Dorfschönheit Eva hat ihr kleines Heimatdorf verlassen und ist, um etwas zu erleben, in die „sündige Großstadt“ München entschwunden. Dort droht sie schlagartig „unter die Räder“ zu kommen, und es bedarf des hemdsärmeligen, schlagkräftigen Dorfpfarrers, eines ziemlich hartgesottenen Typen mit altmännlichen Machoritualen, der in den Sündenpfuhl nachgereist ist, um die reine, scheue Eva vor den Verlockungen einer Großstadtbar mit ihrer lüsternen Besucherklientel zu retten.
Ebenfalls in der bayerischen Landeshauptstadt lernt der soignierte, graumelierte Kanada-Heimkehrer Peter Kremer auf dramatische Weise die schon etwas reifere, laszive Kitty kennen: Eines Tages steht sie, nur in ein Handtuch gehüllt vor seinem Hotelzimmer. Kitty sagt, ein „Wüstling“ habe ihr einfach die Kleider fortgerissen und sei mit ihnen verschwunden. Ganz Herr der alten Schule, kümmert sich Peter um Kitty und beginnt ihr rasch sexuell zu verfallen. Kitty hat all das, was der millionenschwere Ingenieur einst in seiner Ehe schmerzlich vermissen ließ. „Warum hast du deine erste Frau verlassen?“ fragt Kitty ihn einmal gespielt unschuldig. „Ach, sie war die Sorte moderne Frau, die immer kalt ist und nicht mal im Bett warm wird“, ist seine von Frustration gekennzeichnete Antwort. Kittys Offenheit und ihre körperliche Freigiebigkeit fasziniert Peter über alle Maßen; ahnt er doch nicht, dass all dies lediglich ein teuflischer Plan Kittys und ihres angeblichen Bruders, des kränkelnden Jochen, ist, um ihn aus dem Weg zu räumen. Jochen ist eine mehr als schräge Type; sein Hobby ist der erotische Super-8-Film.
Peter nimmt Kitty und Jochen mit in sein Landhaus und quartiert beide dort ein. Kitty ist beim Anblick der Küche verzückt, wähnt sie sich doch in diesem althergebrachten Ambiente, wo die Rollen von Frauen und Männern scheinbar noch eindeutig verteilt zu sein scheinen, am Ziel ihrer Träume. Kitty weiß genau, welche Knöpfchen sie bei Peter, einem Altherren-Macho drücken muss. Selbst als der Heimkehrer erkennt, dass Kitty ein nichtsnutziges Miststück ist, kann er nicht von ihr lassen, zu sehr ist er ihr hörig geworden. Aber seine auf der anderen Seite des Ozeans als Geschäftsmann erworbene Fähigkeit, „auch Reißzwecken verdauen“ zu können, macht ihn keineswegs zu einem leichten Opfer. Bald kreuzen sich die Wege der Protagonisten, als der dauergeile Jochen mit seinem Super-8-Fimmel der gut gebauten und wohlgeformten Eva nachsteigt und sie unbedingt für seine schmierigen Eigenfilmproduktionen gewinnen will.

## Produktionsnotizen
Der im Spätwinter 1968 in Bayern gedrehte Streifen passierte die FSK-Prüfung am 11. Juni 1968 und wurde am 5. Juli 1968 uraufgeführt.
Schauspieler Günter Hendel gab hier sein Regiedebüt. Für den 50er-Jahre-Star Erika Remberg war dies der letzte rein deutsche Kinospielfilm.
Heinz Eickmeyer entwarf die Filmbauten; es war seine erste alleinverantwortliche szenenbildnerische Arbeit für das Kino.

## Kritiken
„Einfallsarme Mixtur aus Heimatfilm, Liebesdrama und Kriminalgeschichte.“

„Krimihafte Schnulze voll banaler Klischees, die sich durch einige nackte Zärtlichkeiten besser verkaufen soll. Diese allein und auch der ganze Film lohnen nicht.“